# Lac Aibi
Le lac Aibi (chinois : 艾比湖 ; pinyin : Àibǐ Hú) ou lac Ebinor (mongol : ? нуур) est un lac salé au nord-ouest de la Chine, près de la frontière avec le Kazakhstan et du col d'Alataw dans le bassin de la Dzoungarie. Le lac Aibi a actuellement une superficie d'environ 500 km2, avec une profondeur moyenne de moins de 2 mètres et une salinité de (87 g/l).
Il est situé sur le xian de Jinghe, dans la préfecture autonome mongole de Börtala.
Ce lac comprenant une importante quantité de sels ayant différentes qualités. Il est classé comme réserve de zone humide protégée par le gouvernement depuis juin 2000 et est ajoutée à la liste des aires protégées de Chine en avril 2007.